# Semaeopus plenorbis
Semaeopus plenorbis är en fjärilsart som beskrevs av Paul Dognin 1893. Semaeopus plenorbis ingår i släktet Semaeopus och familjen mätare. Inga underarter finns listade i Catalogue of Life.